# Herb Kohl
Herbert H. Kohl, detto Herb (Milwaukee, 7 febbraio 1935 – Milwaukee, 27 dicembre 2023), è stato un politico e imprenditore statunitense, senatore per lo stato del Wisconsin dal 1989 al 2013.

## Biografia
Nato a Milwaukee da madre russa e padre polacco, Kohl studiò all'Università del Wisconsin-Madison e ad Harvard, per poi fondare una compagnia di investimenti.
Qualche anno più tardi lui e suo fratello divennero eredi delle imprese di famiglia, che comprendevano una catena di attività commerciali. Kohl svolse il ruolo di presidente per nove anni, fino a quando la società venne venduta ad una multinazionale nel 1979. Nel frattempo, fra il 1975 e il 1977 Kohl aveva anche ricoperto la carica di presidente del Partito Democratico del Wisconsin.
Nel 1985 acquistò i Milwaukee Bucks, una squadra di pallacanestro militante nell'NBA, di cui ricoprì anche la carica di presidente.
Nel 1988 Kohl decise di candidarsi al Senato e riuscì a farsi eleggere. Fu poi riconfermato dagli elettori per altri tre mandati nel 1994, nel 2000 e nel 2006. Nel 2012 Kohl annunciò la propria intenzione di non concorrere per un ulteriore mandato e gli succedette la deputata Tammy Baldwin.